# Born to Battle (film, 1935)

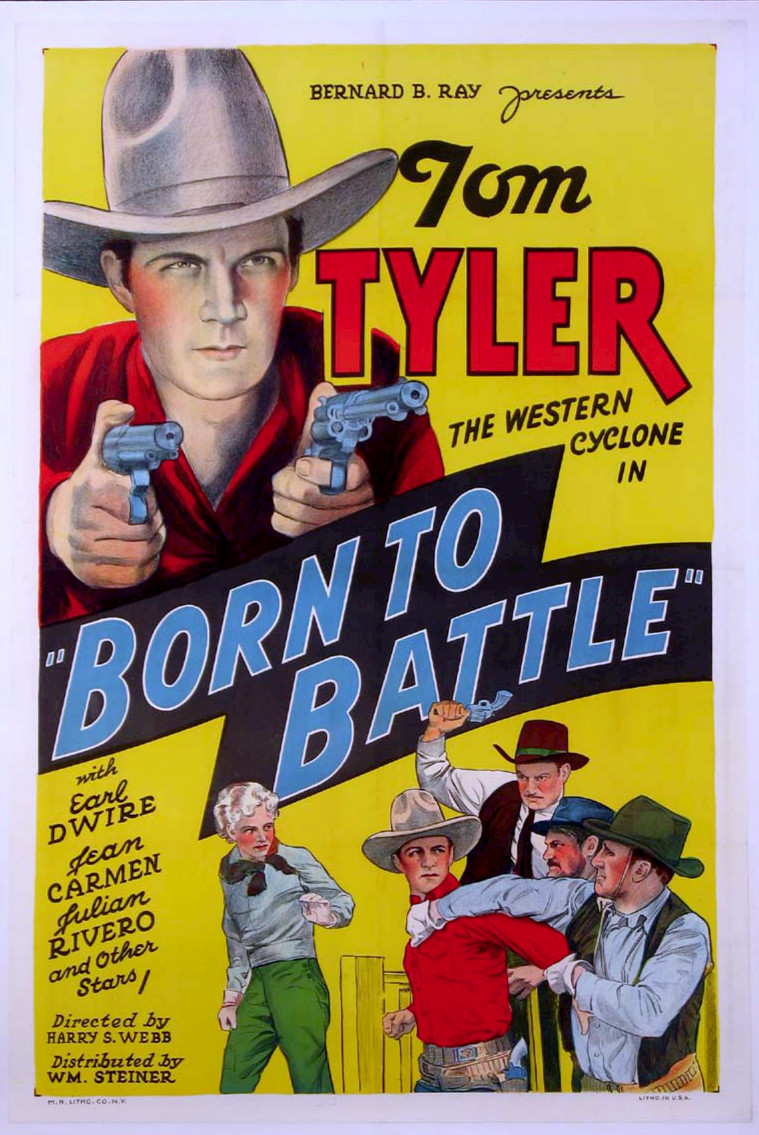
Affiche du film.

Pour les articles homonymes, voir Born to Battle.
Born to Battle est un western américain réalisé par Harry S. Webb et sorti en 1935.

## Synopsis
Tom Saunders est accusé de trouble à l'ordre public, M. Larmer, représentant de l'Illinois, lui vient en aide. Larmer engage Tom pour enquêter sur la disparition du bétail du Lazy Y Ranch près de Rawhide. Larmer envoie ensuite une lettre au surintendant de la société, John Brownell, indiquant que Tom doit prendre en charge la gestion du bétail.

## Fiche technique
- Réalisation : Harry S. Webb
- Scénario : Oliver Drake (histoire), Rose Gordon (continuité), Carl Krusada (dialogues)
- Producteurs : Harry S. Webb, Bernard B. Ray
- Photographie : J. Henry Kruse
- Montage : Frederick Bain
- Genre : Western[1]
- Production : Reliable Pictures (en)[2]
- Distributeur : William Steiner
- Durée : 63 minutes
- Date de sortie : 1935

## Distribution
- Tom Tyler : "Cyclone" Tom Saunders
- Jean Carmen : Betty Powell
- Earl Dwire : George Powell
- Julian Rivero : Pablo Carranza
- Nelson McDowell : Lem "Blinky" Holt
- William Desmond : John Brownell
- Richard Alexander : Nate Lenox
- Charles King : Jim Larmer
- Ralph Lewis : Justice Hiram McClump
- Ben Corbett : Deputy